# Lisa Ann
Lisa Ann (Easton, 9 mei 1972) is een voormalige Amerikaanse pornoactrice.

## Loopbaan
In 1994 deed Lisa Ann haar intrede in de porno-industrie. Drie jaar later stapte zij eruit, omdat ze bang was aids te krijgen. Zij werkte jaren als exotisch danseres in stripclubs, waarna zij terugkeerde in de seksindustrie, maar als bemiddelaar. Vanaf 2006 acteerde ze zelf ook weer in pornofilms. Zij richtte een bureau voor nieuw talent op, Clear Talent Management, later genoemd Lisa Ann's Talent Management. In 2007 fuseerde dit met Seymore Butts' Lighthouse Agency.
Een van haar bekendste rollen is die van de conservatieve politica Sarah Palin in de pornoparodie Who's Nailin' Paylin? (2008). Een jaar later verscheen de door haarzelf geregisseerde film Hung XXX, waarin ze eveneens een hoofdrol speelde. Tevens speelde zij een kleine bijrol als Sarah Palin in de videoclip We Made You van rapper Eminem.

## Filmografie (beknopte selectie)
- 1997: Waterworld 4: History of the Enema
- 2006: Momma Knows Best
- 2006: Hard or nothing
- 2006: Ripe & Ready MILFs
- 2006: Diary Of A Milf 4
- 2006: Mother Load
- 2006: Neighbour Affair
- 2006: Who's Your Momma?
- 2006: Housewife 1 on 1 3
- 2006: Desperate Mothers & Wives 4
- 2008: It's a Mommy Thing! 3
- 2008: Who's Nailin' Paylin?
- 2008: Seasoned Players 4
- 2009: Seasoned Players 11
- 2009: Boob Bangers 6
- 2009: Ass Worship 11
- 2009: Mommy Got Boobs 9, 10
- 2009: Hung XXX (tevens door Lisa Ann geregisseerd)
- 2010: Fly Girls
- 2010: Massive Facials 2
- 2011: Big Tits at School Vol.12